# Do księżyca (sonet)

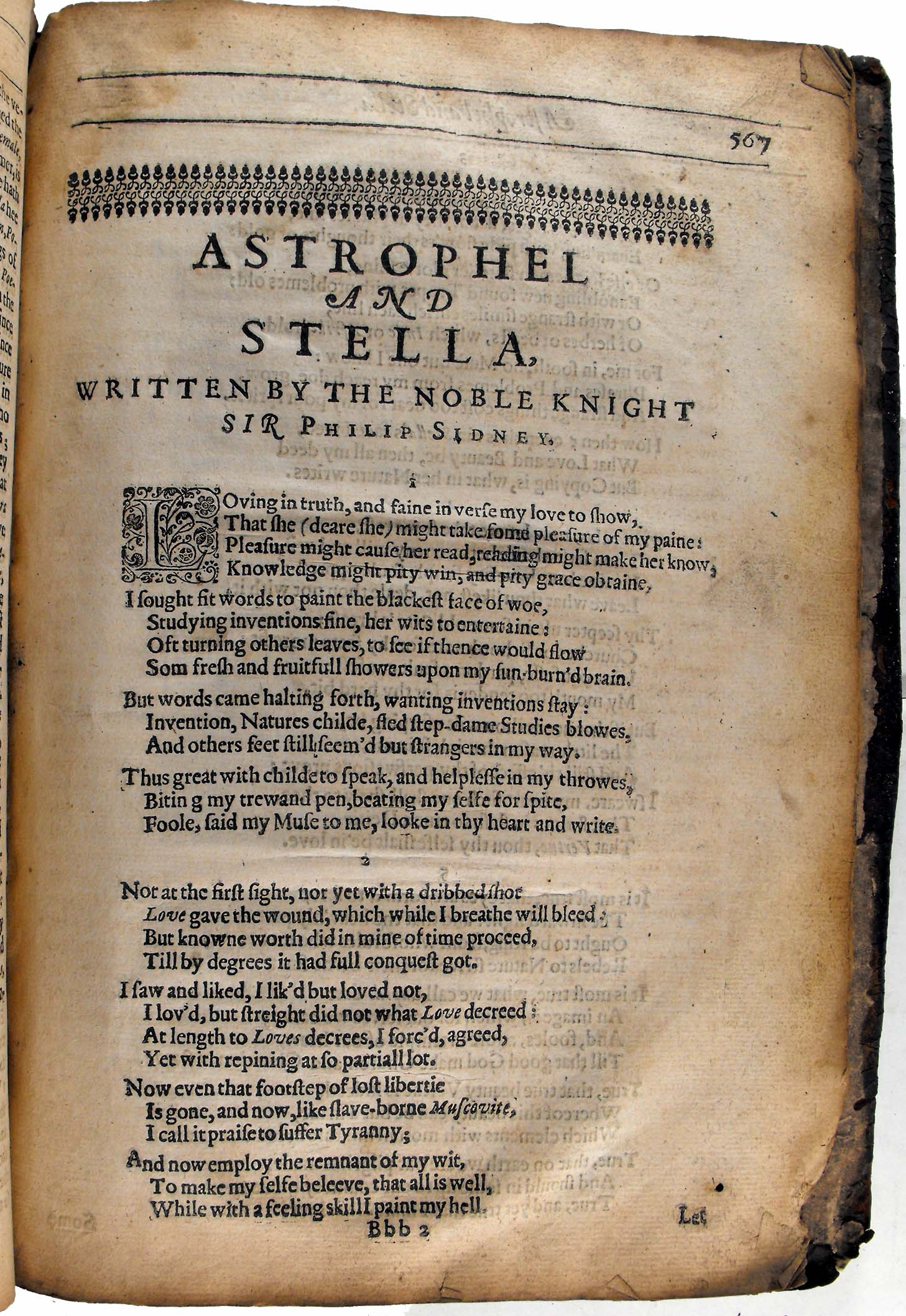
Strona z cyklu Astrophel and Stella

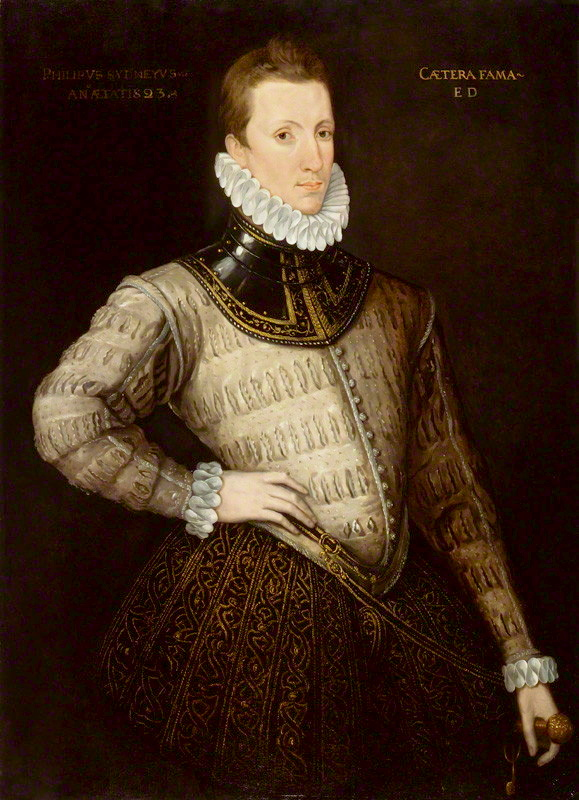
Philip Sidney

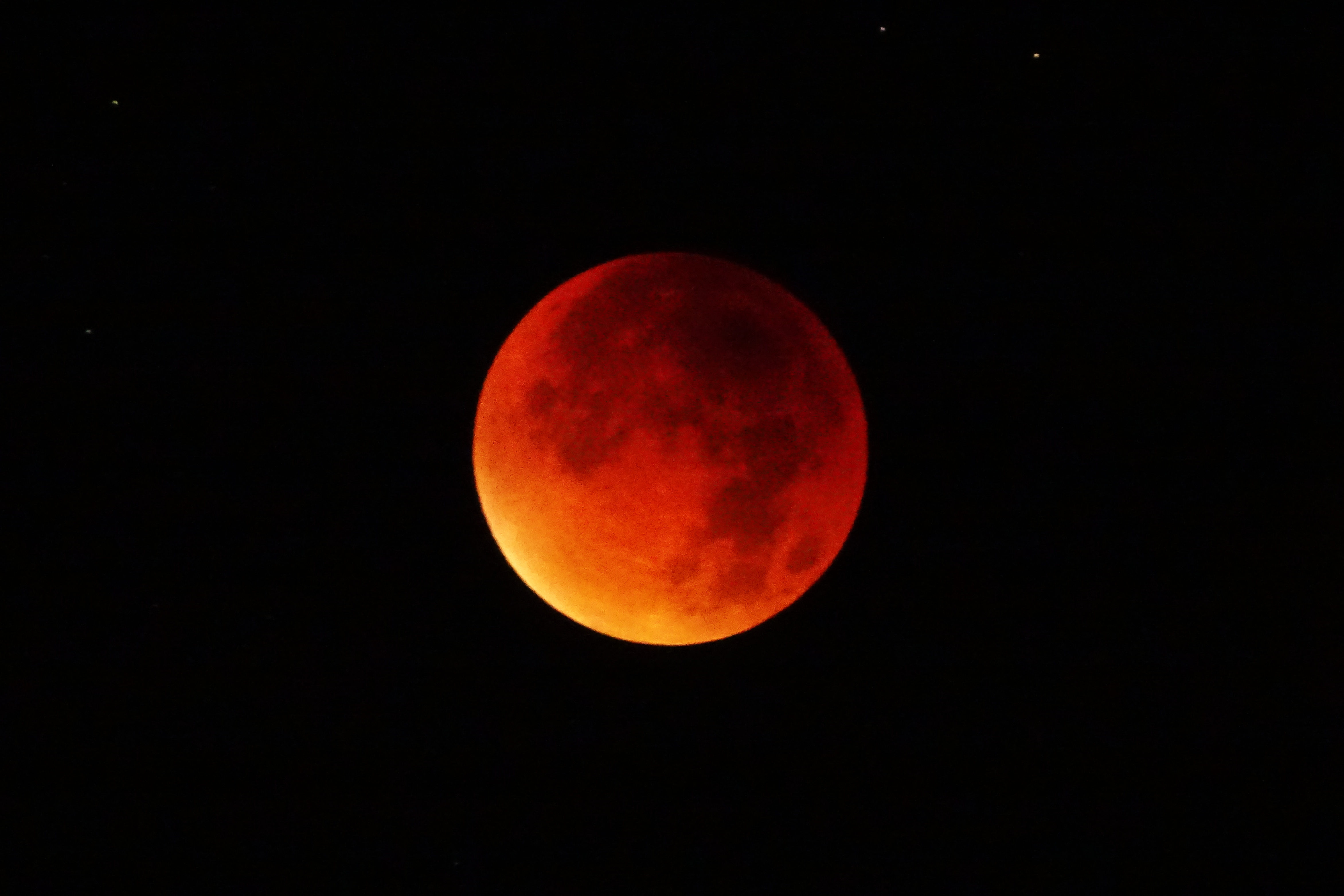
Księżyc

Do księżyca (ang. With how sad steps, O moon, thou climb'st the skies) – sonet renesansowego angielskiego poety Philipa Sidneya, należący do cyklu Astrophel and Stella (Astrophel i Stella), napisanego w 1582 i opublikowanego pośmiertnie w 1591. Stanowi trzydziesty utwór w cyklu. Utwór rymuje się abbaabbacdcdee, jest to więc sonet francuski.
With how sad steps, O moon, thou climb’st the skies!

How silently, and with how wan a face!

What! may it be that even in heavenly place

That busy archer his sharp arrows tries?

Sure, if that long-with-love-acquainted eyes

Can judge of love, thou feel’st a lover’s case:

I read it in thy looks; thy languished grace

To me, that feel the like, thy state descries.

Then, even of fellowship, O Moon, tell me,

Is constant love deemed there but want of wit?

Are beauties there as proud as here they be?

Do they above love to be loved, and yet

Those lovers scorn whom that love doth possess?

Do they call ‘virtue’ there—ungratefulness?
Omawiany wiersz przełożył na język polski i włączył do swojej autorskiej antologii Poeci angielscy (antologia) Jan Kasprowicz.